# Räddningsstation Munsö/Ekerö
Räddningsstation Munsö/Ekerö är en av Sjöräddningssällskapets räddningsstationer. 
Räddningsstation Munsö/Ekerö ligger i Ekerö kommun. Den inrättades 2000 och har 43 frivilliga. Den är lokaliserad på tre platser. Huvudstationen ligger vid Sjöängen på Munsö och de två understationerna vid Jungfrusund på Ekerön samt i Karlskär på Färingsö.

## Räddningsfarkoster
- Rescue Postkodlotteriet, en täckt båt av Victoriaklass, byggd 2009
- Rescue Teddy, en täckt båt av Postkodlotterietklass, byggd 2016
- Rescue Lars Söderman, en 8,4 meter lång öppen båt av Gunnel Larssonklass, tillverkad 2022
- 5-14 Rescue Tappen, en 5,4 meter lång, öppen ribbåt av typ Avon Searider, byggd 2001
- 3-23 Rescuerunner F&B I
- S-9 Rescue Mats Kleberg, en 5,25 meter lång, täckt svävare, byggd 2007
- Miljöräddningssläpet Munsö, 9,85 meter långt, tillverkat av Marine Alutech

## Bildgalleri

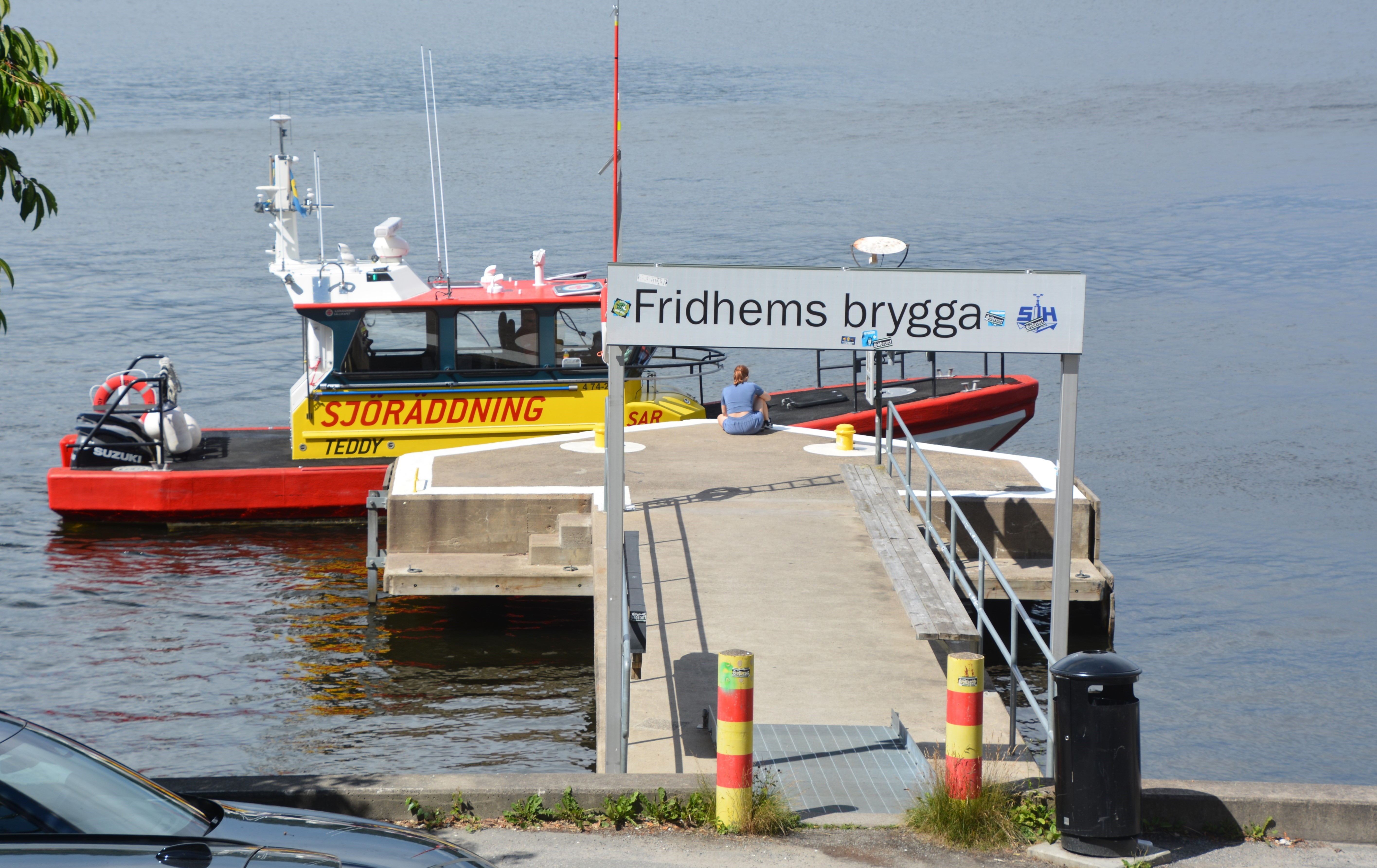
Rescue Teddy vid Fridhems brygga i Mälarhöjden
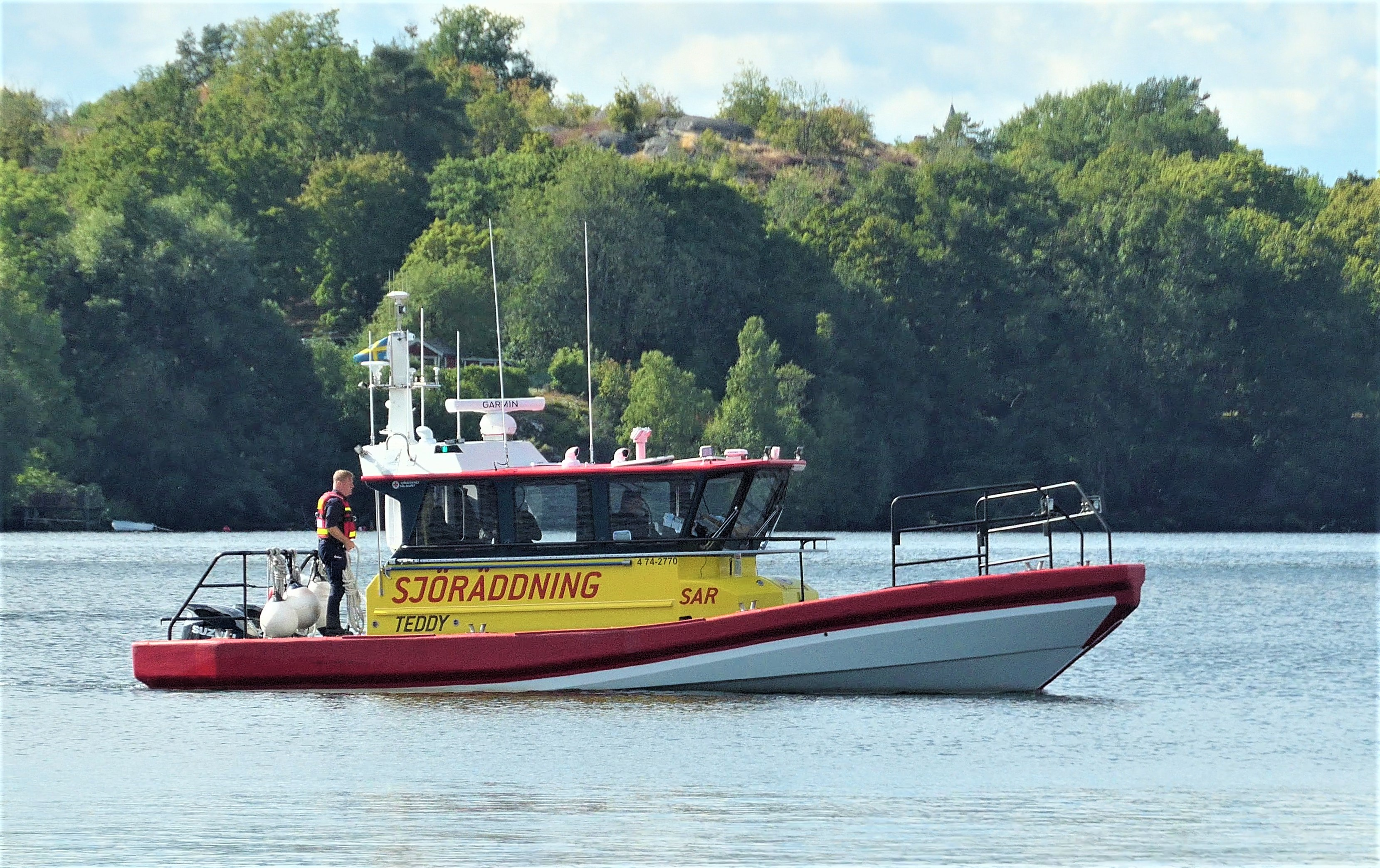
Rescue Teddy på Riddarfjärden i Stockholm

## Tidigare räddningsfarkoster
- 12-02 Rescue Amalia Wallenberg, ett 11,8 meter långt, täckt räddningsfartyg av Victoriaklass, byggt 1997 på Malövarvet.
- 8-482 Rescue Puusteli, en 7,65 meter lång, öppen ribbåt, byggd 2000.
- 90-152 Rescue Ekerl, en 11,9 meter lång, täckt tidigare Stridsbåt 90 E, byggd 1994. Båten överfördes 2020 till Räddningsstation Piteå och fick där namnet Rescue Sparbanken Nord.